# Meteorito metálico

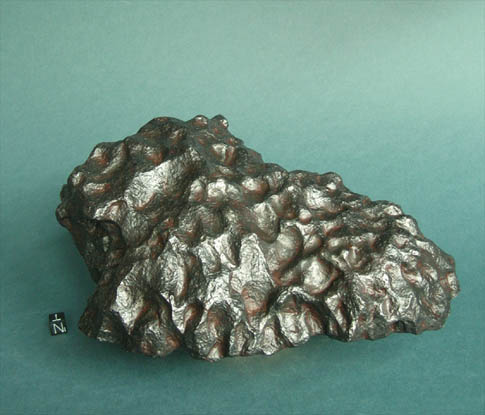
Meteorito metálico.

Los meteoritos metálicos, también conocidos como sideritos, holosideritos, meteoritos férricos o meteoritos ferrosos, son un tipo de meteoritos que se caracterizan por estar compuestos mayoritariamente por hierro (Fe) y níquel (Ni), sobre todo formando aleaciones llamadas kamacita y taenita. Se cree que son restos del núcleo de asteroides que se destruyeron al impactar entre ellos o con otros cuerpos del sistema solar. Debido a su gran densidad y tamaño, el peso de todos los meteoritos metálicos recolectados supera las 500 toneladas, lo que representa un 89,3 % de la masa total de todos los meteoritos conocidos. Sin embargo, solo representan un 5,7 % de las caídas.
Existen dos formas de clasificar a los meteoritos metálicos: una de ellas, la más antigua, se basa en la observación de la estructura del meteorito cuando se corta, se pule y se trata con aguafuerte, y se denomina clasificación estructural; la otra es la clasificación química, y tiene como criterio la cantidad de elementos traza (germanio [Ge], galio [Ga] o iridio [Ir]) que contiene el ejemplar.
Por su composición sufren menos ablación al entrar en la atmósfera, lo que hace que su tamaño sea mayor comparado con el de los meteoritos rocosos o los litosideritos. El meteorito de mayor tamaño que se conoce es el meteorito Hoba, encontrado en Namibia, con un peso de unas 60 toneladas.

## Los meteoritos metálicos dentro de los meteoritos

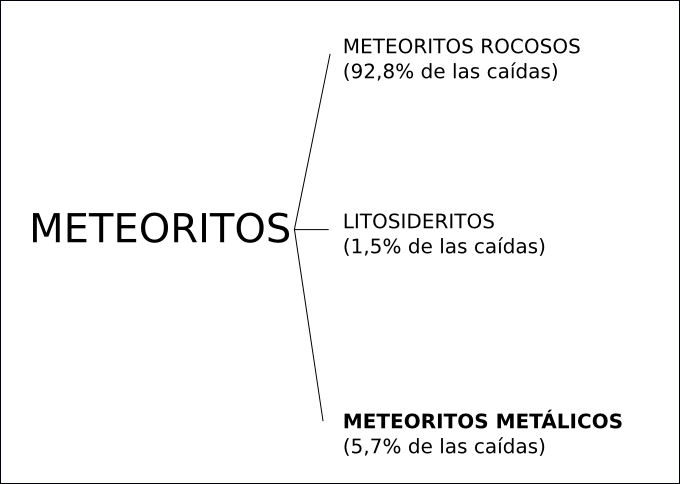
Clasificación de los meteoritos.

Tradicionalmente los meteoritos se dividen en tres grupos teniendo en cuenta su composición: meteoritos rocosos, litosideritos y meteoritos metálicos. Los meteoritos rocosos están constituidos casi en su totalidad por silicatos, lo cual representa el 92,8 % de las caídas. Los litosideritos son el término medio entre los meteoritos rocosos y férricos, al estar constituidos por silicatos y aleación de Fe-Ni casi a partes iguales; el 1,5 % de las caídas corresponden a estos meteoritos. Por último, el grupo de los meteoritos metálicos, que representa el 5,7 % de las caídas. No presentan silicatos, y, si están presentes, son en cantidades muy bajas.

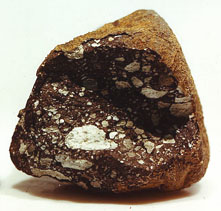
Meteorito rocoso.
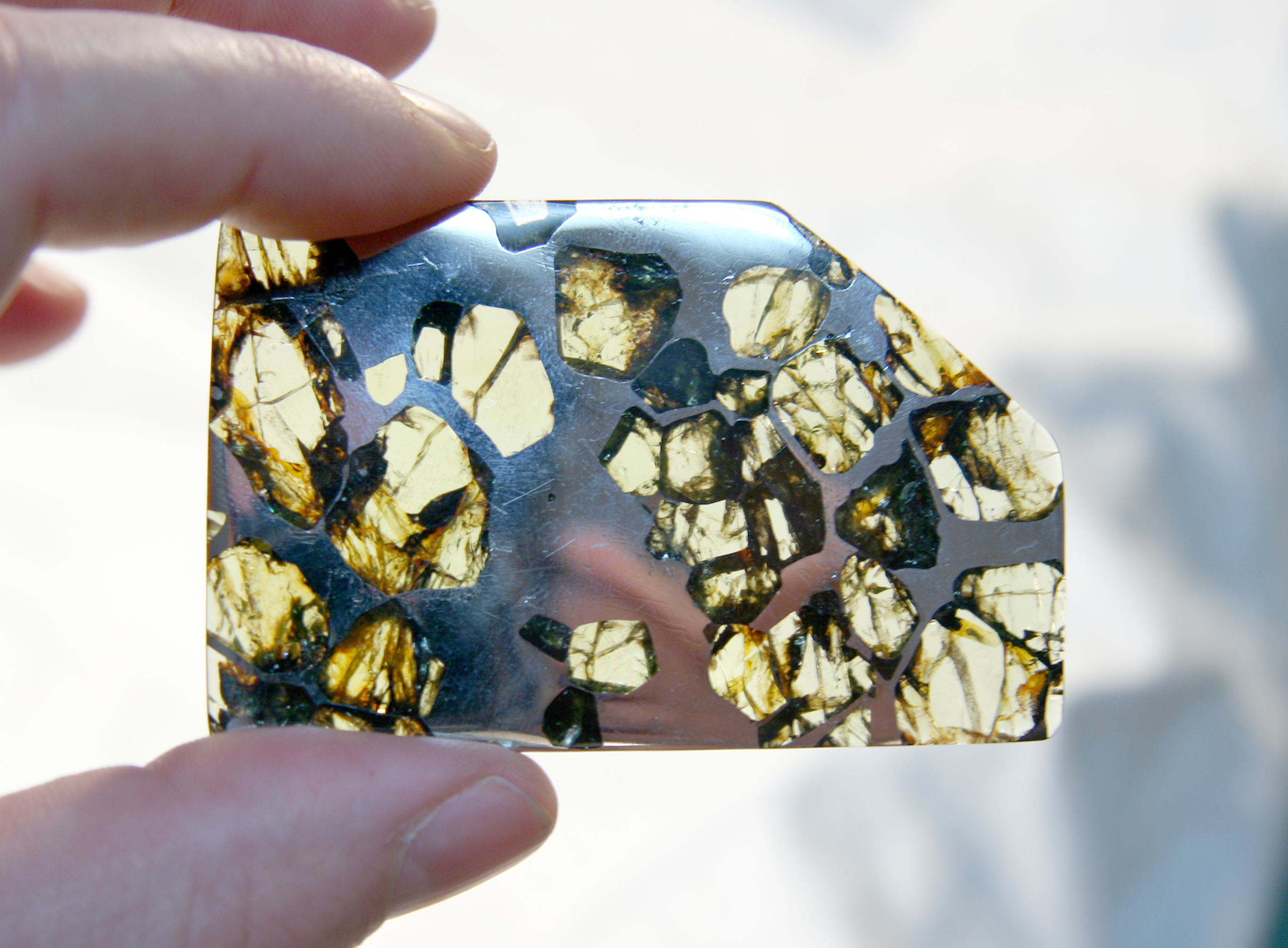
Litosiderito.
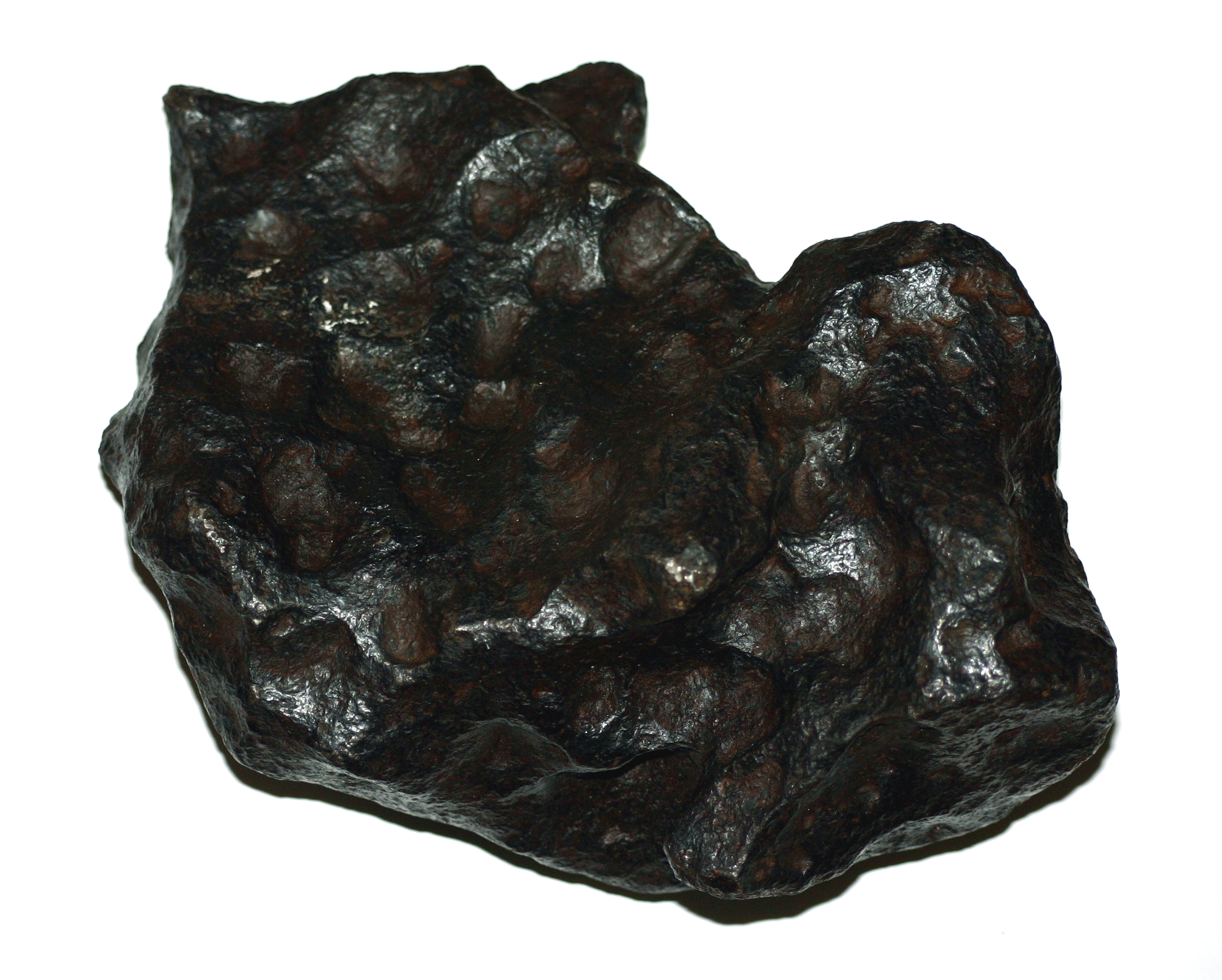
Meteorito metálico.

## Clasificación
Generalmente se usan dos clasificaciones en el estudio de los meteoritos metálicos: la clasificación estructural y la clasificación química.
| Clasificación | Clases                        |
| ------------- | ----------------------------- |
| Estructural   | Hexaedritas (H)               |
| Estructural   | Octaedritas muy gruesas (Ogg) |
| Estructural   | Octaedritas gruesas (Og)      |
| Estructural   | Octaedritas medias (Om)       |
| Estructural   | Octaedritas finas (Of)        |
| Estructural   | Octaedritas muy finas (Off)   |
| Estructural   | Ataxitas (D)                  |
| Química       | Grupo IAB                     |
| Química       | Grupo IC                      |
| Química       | Grupo IIAB                    |
| Química       | Grupo IIC                     |
| Química       | Grupo IID                     |
| Química       | Grupo IIE                     |
| Química       | Grupo IIF                     |
| Química       | Grupo IIG                     |
| Química       | Grupo IIIAB                   |
| Química       | Grupo IIICD                   |
| Química       | Grupo IIIE                    |
| Química       | Grupo IIIF                    |
| Química       | Grupo IVA                     |
| Química       | Grupo IVB                     |
| Química       | Sin Grupo                     |

### Clasificación estructural
Las aleaciones de Fe-Ni presentes en los meteoritos metálicos son dos: la kamacita (4-7,5 % de Ni) y la taenita (27-65 % de Ni). Dependiendo de la presencia y distribución de estas aleaciones, los meteoritos presentarán distintas estructuras (estructuras de Widmanstätten), y según cuales sean estaremos hablando de hexaedritas, octaedritas y ataxitas. Las ataxitas carecen de estructuras de Widmanstätten, y están formadas mayoritariamente por taenita, con gran abundancia de Ni. Como contrapartida se encuentran las hexaedritas, donde predomina la kamacita rica en Fe, y las estructuras de Widmanstätten tienen un gran desarrollo. Las octaedritas son el término medio, presentando bandas formadas por el intercrecimiento de taenita y kamacita. Según la anchura de estas bandas, las octaedritas se subdividen en Muy gruesas (bandas más anchas de 3,3 mm), Gruesas (entre 3,3 y 1,3 mm), Medias (entre 1,3 y 0,5 mm), Finas (entre 0,5 y 0,2 mm) y Muy finas (anchura menor de 0,2 mm).

### Clasificación química
La clasificación química está basada básicamente en la presencia Ni y de elementos traza como el Ge, el Ga y el Ir, pero también se utilizan el antimonio (Sb), arsénico (As), cobalto (Co), cobre (Cu), oro (Au), talio (Tl) y wolframio (W). Cuando se comenzó a usar esta clasificación solo había cuatro grupos, nombrados con números romanos (I, II, III y IV), pero con el tiempo se empezaron a obtener datos químicos de mayor calidad, por lo que fue necesaria la creación de subgrupos (Por ejemplo, IVA y IVB). Según se fueron estudiando más meteoritos, se descubrieron ejemplares cuyas abundancias de elementos traza indicaban una transición entre dos subgrupos ya existentes, por lo que muchos se agruparon en uno solo (por ejemplo, de IIA y IIB se formó IIAB). Los subgrupos desde IAB hasta IIICD tienen un alto contenido en volátiles y presencia de silicatos, al contrario que los grupos IVA y IVB.

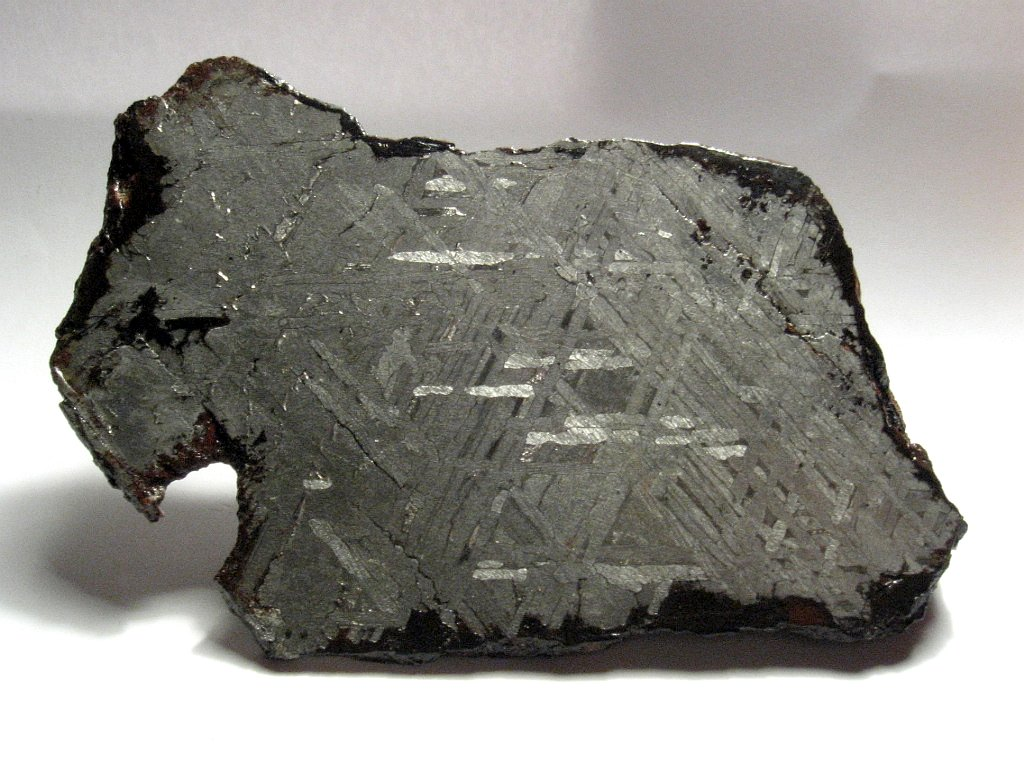
Meteorito Toluca. Es una octaedrita gruesa del grupo IAB. Se pueden apreciar las estructuras de Widmanstätten.

#### Grupo IAB
Dentro de este grupo hay representadas ataxitas y hexaedritas, pero predominan las octaedritas gruesas y medias. Presentan silicatos similares a los de las winonaitas (un tipo de acondrita), lo que podría implicar que las winonaitas y los meteoritos del grupo IAB tienen un origen común. También contienen inclusiones de troilita, grafito y cohenita.

#### Grupo IC
Los meteoritos metálicos de este grupo contienen cohenita, cromita e inclusiones de sulfuros, y se caracterizan por la ausencia de silicatos y de grafito en los sulfuros. Poseen menos cantidad de As y Au que los meteoritos del grupo IAB, y se suelen corresponder con las octaedritas desde un punto de vista estructural.

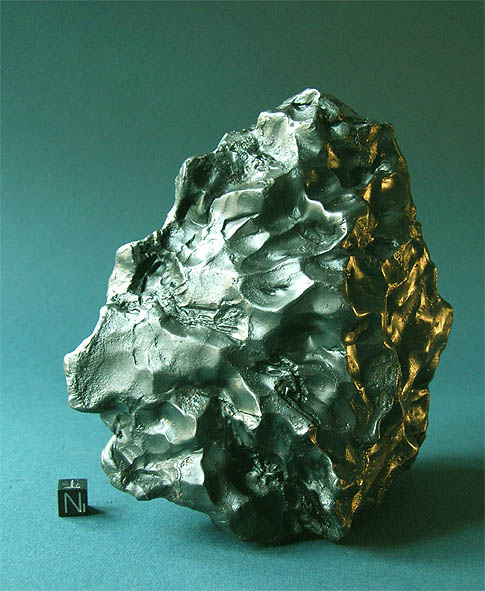
Meteorito de Sijoté-Alín. Es una octaedrita gruesa del grupo IIAB.

#### Grupo IIAB
Desde un punto de vista estructural suelen tratarse de octaedritas y hexahedritas, con poca cantidad de Ni. La distribución de sus elementos traza es parecida a la de las condritas carbonáceas y las condritas de Enstatita, lo que puede indicar una relación genética. Las cantidades de azufre (S) presentes son las mayores de todos los meteoritos metálicos.

#### Grupo IIC
Son octaedritas con cantidades altas de Tl, y se cree que proceden del núcleo de un asteroide diferenciado (con capas como el núcleo, el manto...) de pequeño tamaño. También se caracterizan por la presencia de plessita, que es un intercrecimiento de taenita y kamacita.

#### Grupo IID
Octaedritas finas a medias, con cantidades altas de Ga y Ge e inclusiones de schreibersita (fosfuro de Fe y Ni). Este mineral es muy resistente, lo que complica la tarea de cortar estos meteoritos. Fue en un ejemplar de este grupo donde Alois von Widmanstätten descubrió las estructuras que llevan su nombre.

#### Grupo IIE
La composición del metal es similar al de las mesosideritas y pallasitas (los dos tipos de litosideritos), y las proporciones de isótopos de oxígeno (O) son similares a las condritas H, pudiendo implicar un origen común. Desde un punto de vista estructural son octaedritas medias.

#### Grupo IIF

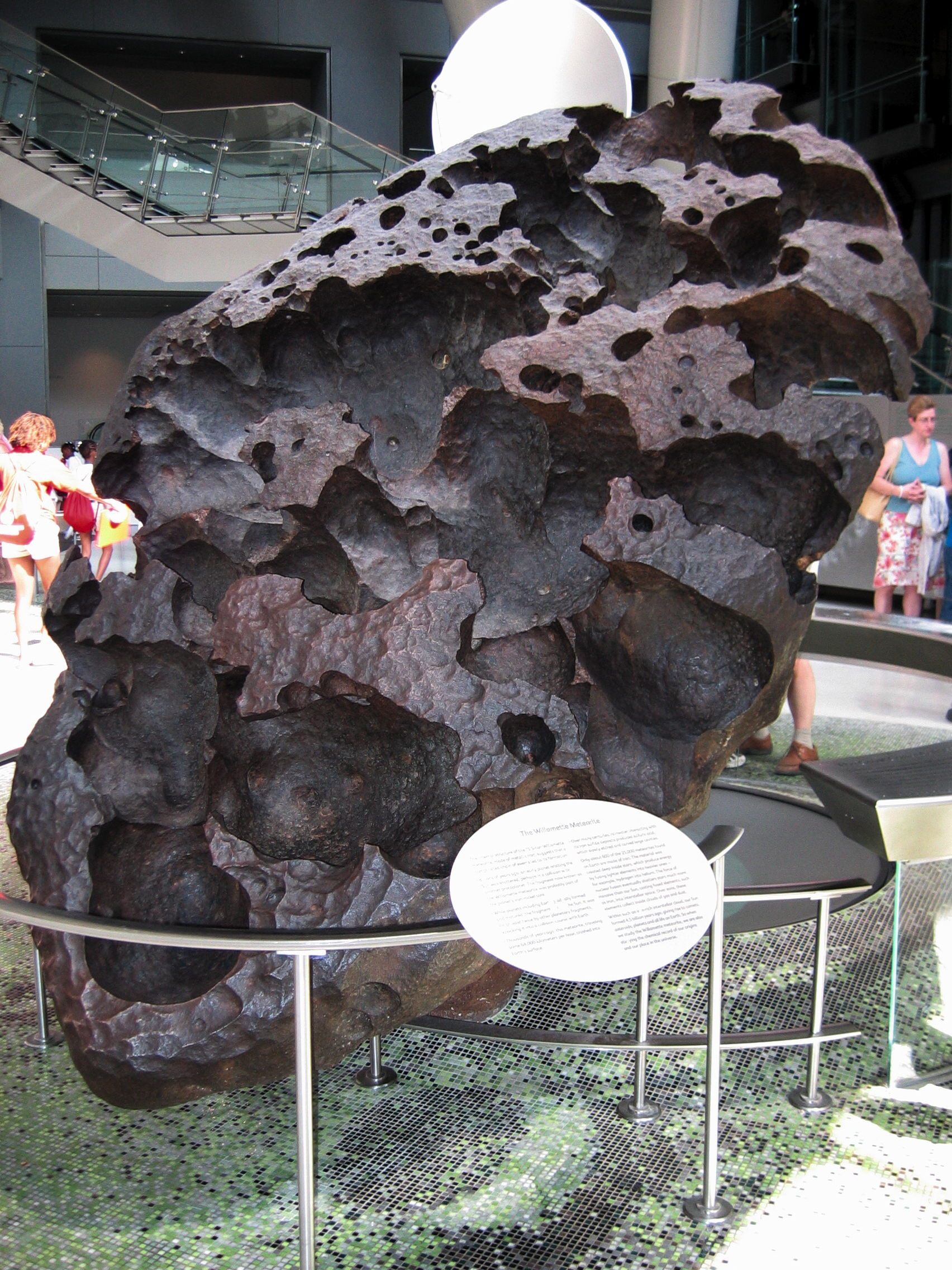
Meteorito Willamette, expuesto en el Museo Americano de Historia Natural. Es una octaedrita media del grupo IIIAB.

Son ataxitas desde un punto de vista estructural, lo que indica una gran abundancia de Ni. También tienen cantidades altas de Ga, Ge, Cu y Co, y las proporciones de isótopos de O son parecidas a las de las pallasitas Eagle Station, por lo que estos dos grupos de meteoritos podrían compartir un origen común.

#### Grupo IIG
Son meteoritos con poca cantidad de Ni y azufre (S) y bastante abundancia de schreibersita, relacionados genéticamente con el grupo IIAB. Se encuentran como hexaedritas u octaedritas muy gruesas.

#### Grupo IIIAB
Presentan estructura de octaedrita media a gruesa, presentando nódulos de troilita y grafito, y siendo rara la presencia de silicatos. Pueden tener un origen común con las pallasitas del Grupo Principal, donde los meteoritos del grupo IIIAB formarían parte del núcleo de un asteroide, y las pallasitas formarían parte del límite entre el núcleo y el manto de dicho asteroide.

#### Grupo IIICD
Son octaedritas muy finas o ataxitas, con una química parecida a la de los meteoritos del grupo IAB, y que se caracteriza por la presencia de haxonita (un carburo de Fe y Ni). También presentan inclusiones de silicatos.

#### Grupo IIIE
Al igual que los meteoritos del grupo IIICD, se caracterizan por la presencia de inclusiones de haxonita. Desde un punto de vista estructural son octaedritas gruesas, y presentan similitudes composicionales con los meteoritos del grupo IIIAB, diferenciándose en la anchura de las bandas de kamacita y en la presencia de carburos en el grupo IIIE, y no en el grupo IIIAB. Además, los gráficos de abundancias de Ga-Ni y Ge-Ni de ambos grupos difieren entre sí.

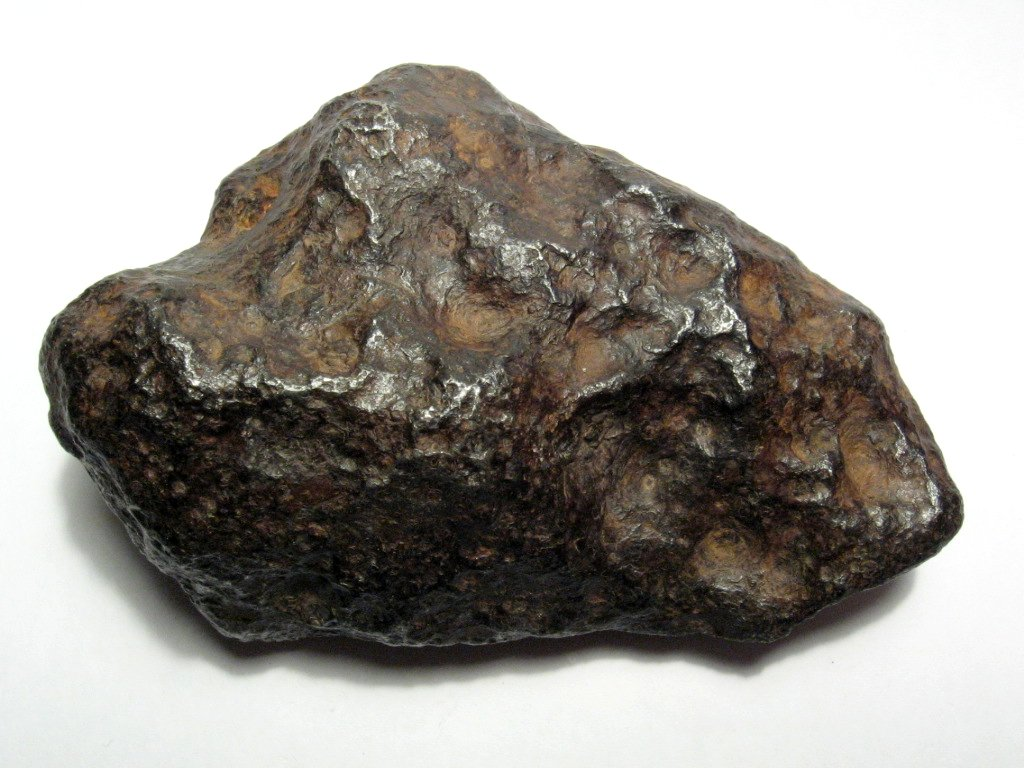
Meteorito Chinga, ataxita del grupo IVB.

#### Grupo IIIF
Octaedritas finas y medias con poca cantidad de Ni, Ge, Co, fósforo (P) y As, y cantidades elevadas de cromo (Cr). Se cree que su formación se produjo en el núcleo diferenciado de un pequeño asteroide.

#### Grupo IVA
Parece ser que estos meteoritos se formaron en el núcleo de un asteroide, aunque su velocidad de enfriamiento fue muy rápida. Se ha propuesto un modelo que explicaría estas velocidades de enfriamiento: la destrucción de un asteroide por un impacto meteorítico cuando se estaba formando el núcleo, con un posterior reagrupamiento de los restos del asteroide. Estructuralmente son octaedritas finas, con muy poca abundancia de Ge y Ga.

#### Grupo IVB
Presentan grandes cantidades de Ni e Ir, y menor abundancia de elementos volátiles como el Ga o el Ge. Sus tasas de enfriamiento son bastante rápidas, y su origen debe de estar ligado a un asteroide de pequeño tamaño. Estructuralmente son ataxitas, con presencia de plessita.

#### Sin grupo
Estos meteoritos, por sus características, no pueden incluirse en ninguno de los grupos anteriores, representando el 15 % de los meteoritos metálicos recolectados fuera de la Antártida, y el 39 % de los recogidos en ella.

## Origen
Se cree que la mayoría de los meteoritos metálicos son fragmentos del núcleo diferenciado de asteroides que se destruyeron debido a un impacto meteorítico, y que se dispersaron por el Sistema solar. De hecho deben de ser muy parecidos a los materiales que forman el núcleo terrestre, y reciben el nombre de meteoritos magmáticos. Sin embargo, ciertos meteoritos, como los del grupo IAB, IIICD y probablemente IIE, parecen tener un origen distinto, debido a que presentan unas tasas de enfriamiento muy rápidas. Se ha propuesto un modelo, en el cual estos meteoritos proceden de "piscinas" de material fundido, originadas por impactos meteoríticos sobre un megaregolito en un asteroide condrítico. A estos meteoritos se les denomina no magmáticos.

## El meteorito Hoba

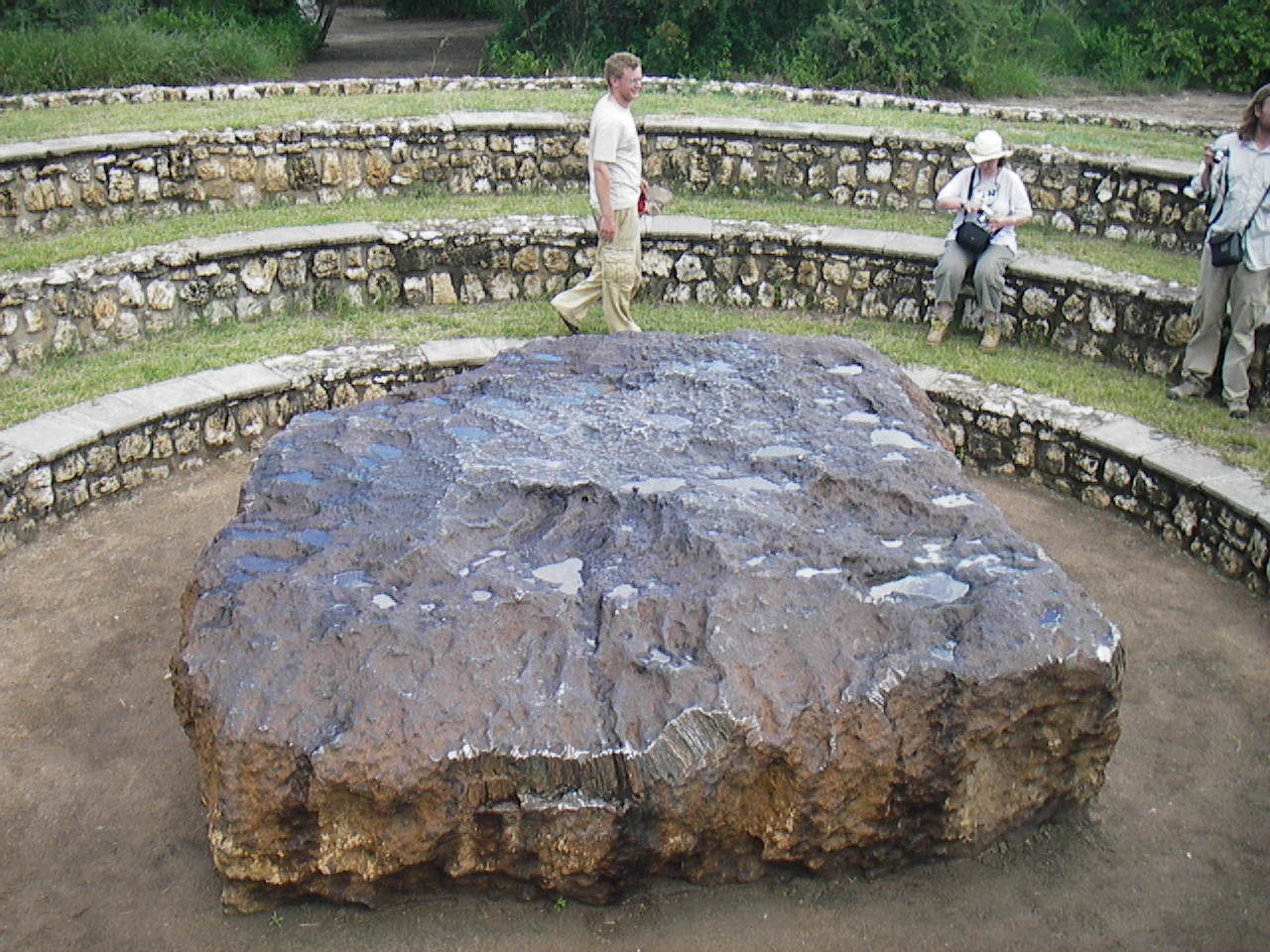
Fotografía del meteorito Hoba, donde se puede comparar su tamaño con el de varias personas.

Esta ataxita del grupo IVB localizada en Namibia, cerca de Grootfontein, y descubierta en 1920, es el mayor meteorito que se ha encontrado nunca. Además, es la mayor pieza de hierro natural encontrada sobre la Tierra. Se estima que pesa entre 55 y 61 toneladas y que tiene una edad de 200 millones de años, aunque se cree que cayó a la Tierra hace unos 80 000 años. Está formado por un 82,4 % de Fe, un 16,4 % de Ni, un 0,76 % de Co, un 0,04 % de P, y trazas de Cu, zinc (Zn), C, S, Cr, Ga, Ge e Ir, y contiene minerales como la troilita y la schreibersita. Tiene forma de losa cuadrada, cuya base tiene unas dimensiones de 2,95 x 2,84 metros, y una altura media de 1 metro (1,22 metros la altura máxima y 0,75 metros la mínima). Presenta una microestructura plessítica con inclusiones minerales, la superficie cubierta por hidróxidos de Fe y en su contacto con el suelo se encuentra bastante meteorizado.
Un misterio que envuelve al meteorito Hoba es la ausencia de un cráter de impacto asociado. Se cree que su trayectoria sería muy inclinada, y que al impactar rebotaría varias veces hasta alcanzar su situación.
En 1954 se intentó trasladar al Museo Americano de Historia Natural, pero no se pudo realizar debido a su peso. En 1955 es declarado Monumento Nacional, y en 1985 se acondicionó la zona donde se encuentra para su uso turístico.

## Cráteres en la Tierra

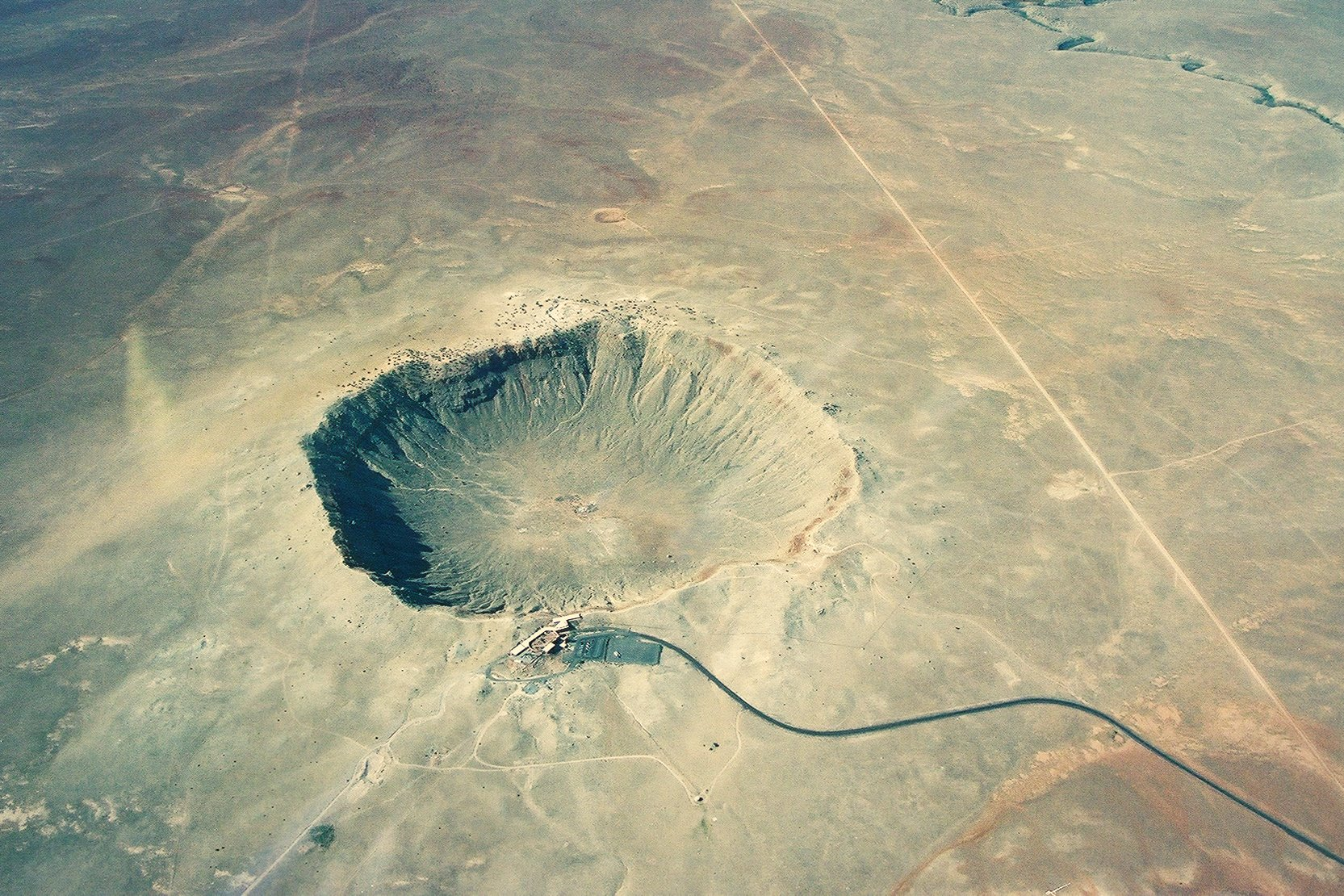
Fotografía aérea del cráter Barringer, en Arizona.

En algunos de los cráteres de impacto que se han descubierto en la Tierra se ha podido determinar que el meteorito que los formó era metálico (a pesar de que normalmente se destruye con el impacto), como en el caso del Cráter Barringer, en Arizona. Se piensa que el meteorito Canyon Diablo, una octaedrita gruesa del grupo IAB, fue el impactor que originó este astroblema. Hace unos 50 000 años cayó un meteorito en Texas, formando el cráter de Odessa. Después de estudiar fragmentos del meteorito inferiores a 2 mm presentes en el suelo de la zona, se llegó a la conclusión de que el cráter lo originó un meteorito metálico del grupo IAB.

## Meteoritos metálicos y Prehistoria

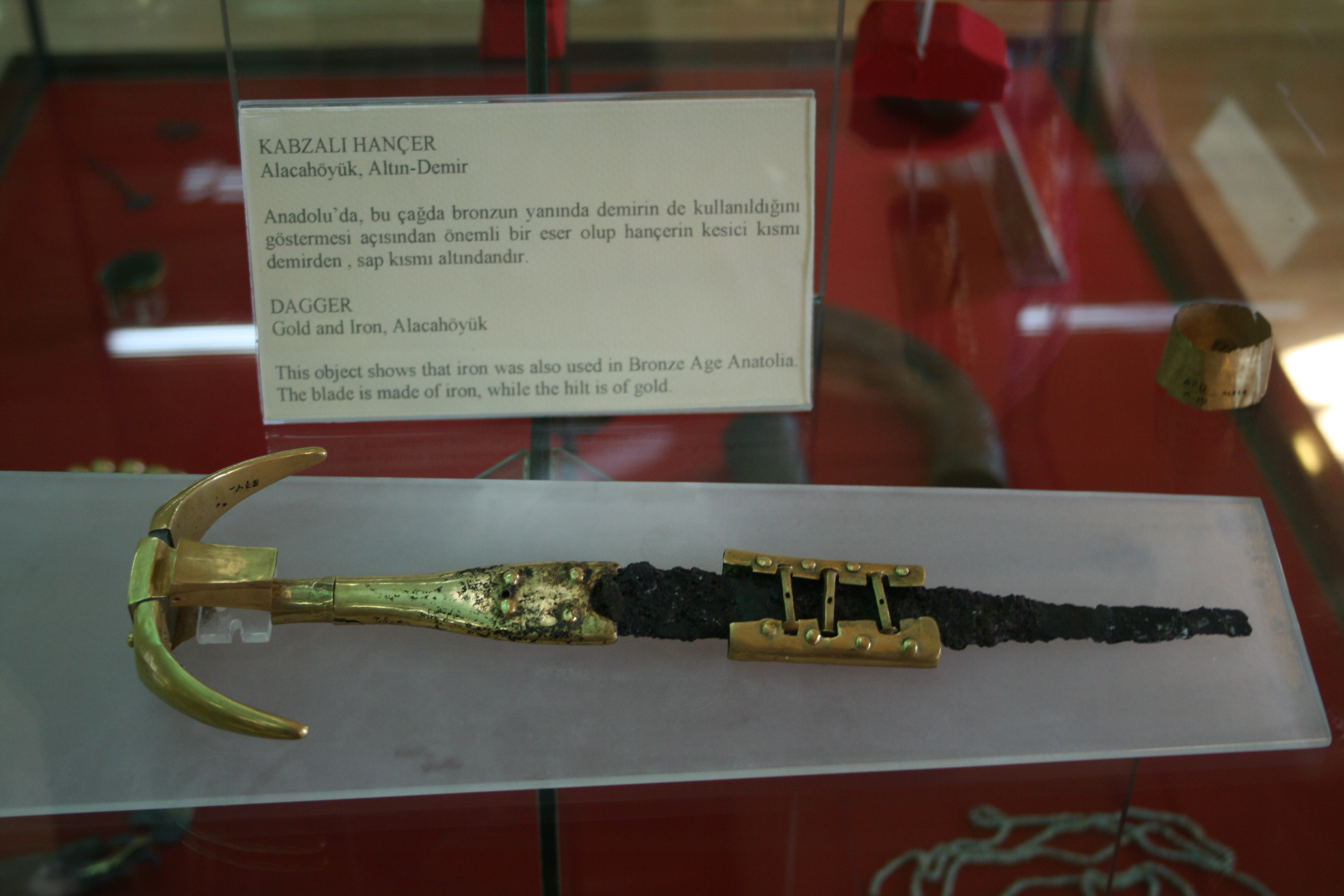
Una daga de hierro meteorítico con mango de oro del yacimiento arqueológico de Alacahöyük, en Turquía.

En la Edad del Bronce se empiezan a fabricar objetos de esta aleación en el sudeste de Europa, Asia, Egipto y en el Mediterráneo occidental, desarrollándose la metalurgia, pero debido al elevado punto de fusión del hierro (1535 °C), la única manera de obtener este metal hasta el año 1500 a. C. era a partir de los meteoritos. Existen indicios de que ya en el año 4000 a. C. aproximadamente, los egipcios y los sumerios usaban este metal de origen extraterrestre. Los sumerios y los hititas llamaban al hierro "fuego del cielo". En Egipto se le denominaba "metal del cielo", y era considerado sagrado, al provenir de donde consideraban que procedían los dioses. Probablemente la piedra sagrada de Heliópolis tendría origen meteorítico. Cuando Hernán Cortés preguntó a los guerreros aztecas sobre la procedencia del hierro de sus cuchillos, estos miraban al cielo, en alusión a su origen meteorítico. El primer hierro que se usó en China también era de origen meteorítico, como lo atestiguan los objetos del siglo VIII a. C. encontrados en Xinjiang. La tribu de los inuit del noroeste de Groenlandia poseían armas y utensilios de hierro, a pesar de la ausencia de yacimientos en la zona, todos ellos de origen meteorítico.
Se puede reconocer cuál es el origen del hierro por el análisis de la cantidad de níquel presente, o por la presencia de estructuras de Widmanstätten relictas.